# Bukovca
Bukovca je naselje v Občini Laško.